# Deuil-la-Barre
Deuil-la-Barre je severno predmestje Pariza in občina v osrednjem francoskem departmaju Val-d'Oise regije Île-de-France. Leta 1999 je imelo naselje 20.160 prebivalcev.

## Geografija
Naselje leži v osrednji Franciji, 9 km od središča Pariza.

## Administracija
Občina Deuil-la-Barre skupaj z občinama Montmagny in Enghien-les-Bains (sedež kantona) sestavlja kanton Enghien-les-Bains, s 43.618 prebivalci. Slednji je sestavni del okrožja Sarcelles.

## Zgodovina
Del občine se je 7. avgusta 1850 (takrat imenovane zgolj Deuil) izločil in skupaj z deli ozemelj Saint-Gratiena, Soisy-sous-Montmorency in Épinay-sur-Seine tvoril občino Enghien-les-Bains. Sedanje ime je uradno dobil 7. decembra 1952.

## Pobratena mesta
- Frankfurt-Nieder-Eschbach (Nemčija).
- Vac (Madžarska),
- Winsford (Združeno kraljestvo).